# Venera 9
A Venera 9 foi uma sonda espacial enviada a Vênus (português brasileiro) ou Vénus (português europeu) e fazia parte do Programa Venera, desenvolvido pelo programa espacial soviético e era essencialmente idêntica à Venera 10.
A sonda era composta por um orbitador e um aterrizador e pesava no total 4936 kg. Foi lançada no dia 8 de Junho de 1975 e chegou em Vênus no dia 22 de Outubro de 1975. Fez medições da atmosfera do planeta e obteve as primeiras fotos de sua superfície.

## Orbitador
O objetivo do orbitador era atuar como um retransmissor de comunicação para o aterrizador e explorar as camadas de nuvens e vários parâmetros atmosféricos. Consistia de um cilindro com dois painéis solares e uma antena parabólica de alto ganho presa na superfície curva. Uma unidade em forma de sino presa na parte inferior do cilindro, abrigava o sistema de propulsão e na parte de cima havia uma esfera com diâmetro de 2,4 m que abrigava o aterrizador. Pesava 2300 kg e possuía os seguintes instrumentos:
| Objetivo do estudo                                                                           | Instrumento |
| -------------------------------------------------------------------------------------------- | --- |
| Estrutura da atmosfera e nuvens; condições de luz e calor através de características ópticas | Telefotômetro - câmera de TV (λ < 0,4 μm) Espectrômetro (λ = 0,24 - 0,7 μm) Espectrômetro infra-vermelho (λ = 1,7 - 2,8 μm) Radiômetro infravermelho (λ = 8 - 40μm ) Fotômetro ultravioleta (λ = 0,35 μm) Fotopolarímetro (λ = 0,4 - 0,8 μm) Transmissor de RF (ocultação) |
| Estudo da superfície                                                                         | Transmissor de RF (radar biestático) |
| Estudo da atmosfera superior e ionosfera                                                     | Fotômetro para linha Lyman-α Espectrômetro (λ = 0,3 - 0,8 μm) Transmissor de RF |
| Estudo da interação do planeta com o vento solar                                             | Magnetômetro Espectrômetro eletrostático de plasma Armadilha para partículas carregadas |

## Aterrizador

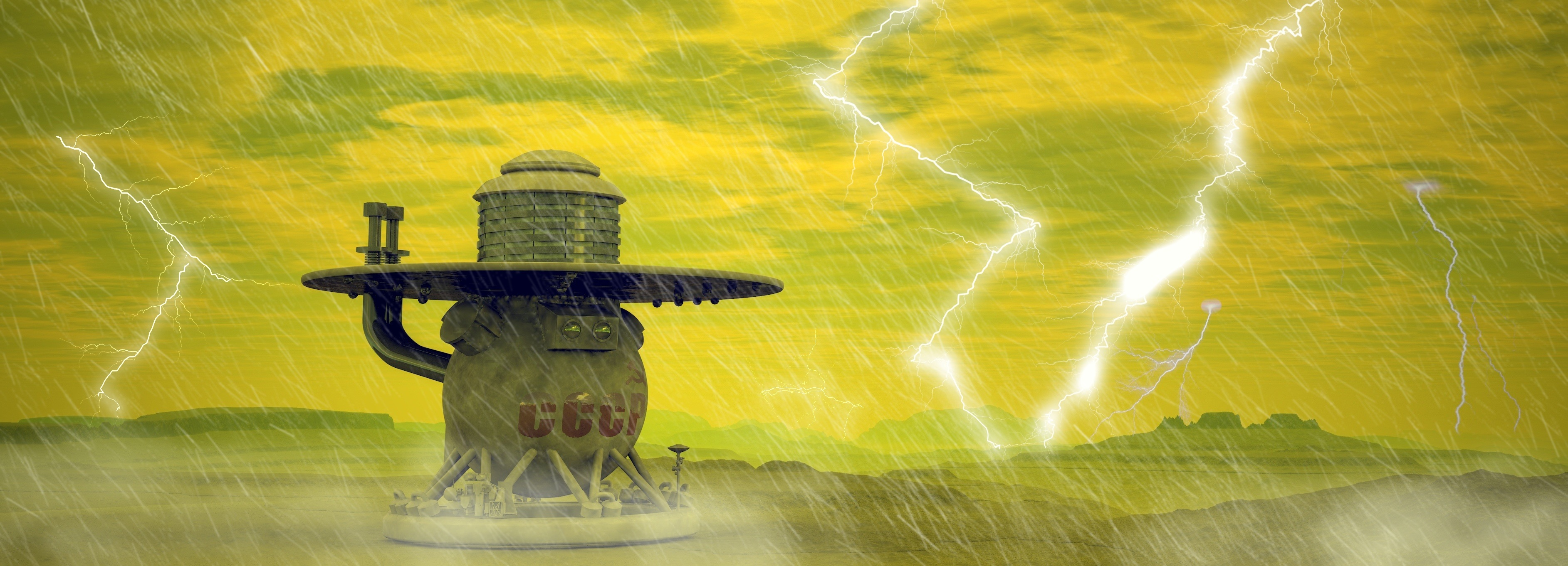
Concepção artística do aterrizador da Venera 9 na superfície de Vênus.

O aterrizador era composto de um corpo esférico apoiado, por suportes, numa plataforma toroidal de pouso, na parte superior da esfera havia um disco para o frenamento aerodinâmico e uma torre cilíndrica contendo uma antena helicoidal e o compartimento dos paraquedas. O aterrizador ficava dentro de uma esfera de 2,4 m de alumínio que funcionava como escudo térmico durante a entrada na atmosfera. O aterrizador media 2 m de altura e sua massa e do escudo térmico esférico era de 1560 kg sendo que somente o aterrizador pesava 660 kg.

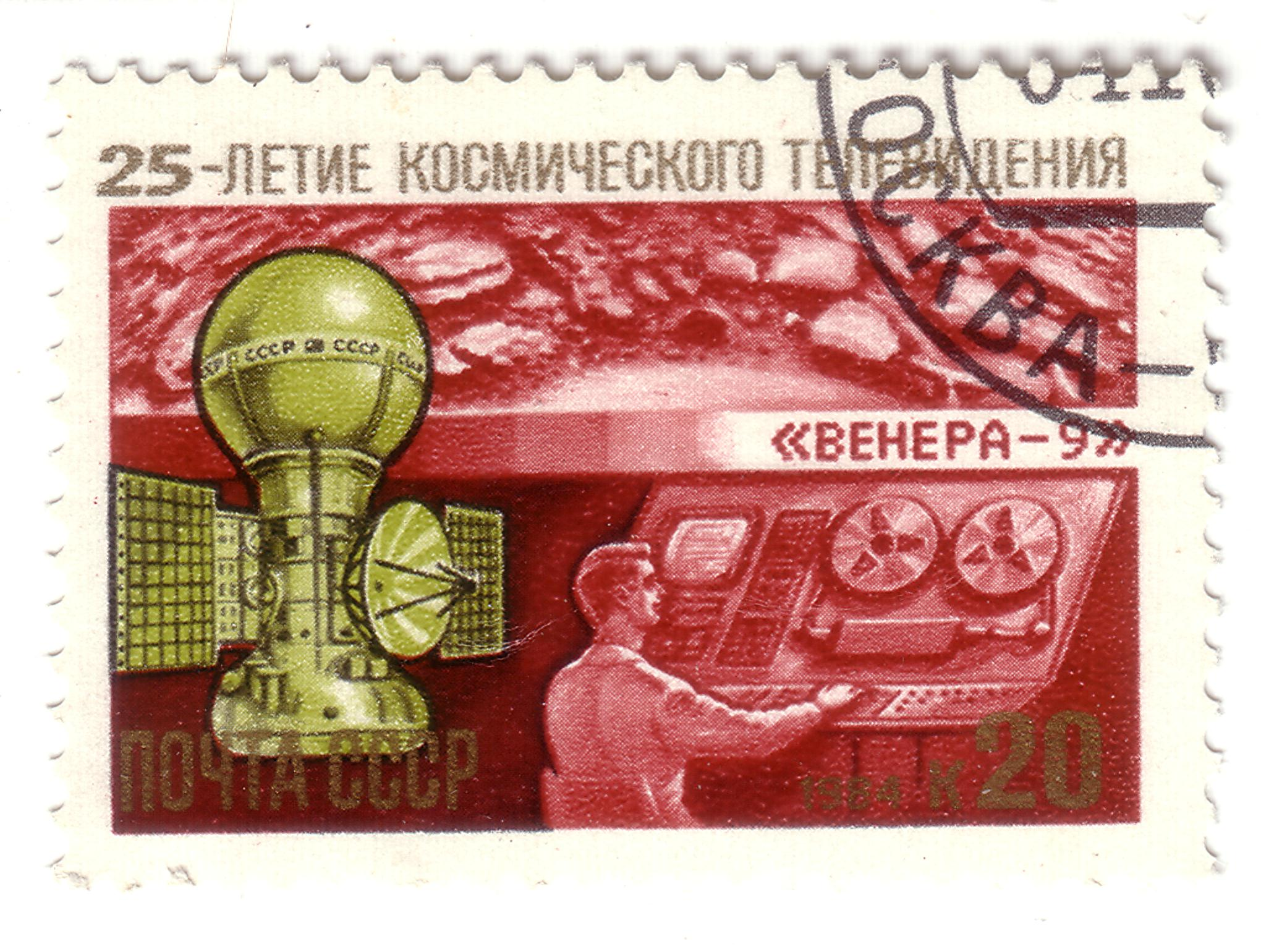
Selo comemorativo da Venera 9. Orbitador e, dentro da esfera, o aterrizador.

O aterrizador separou-se do orbitador em 20 de outubro de 1975 e dois dias depois atingiu a atmosfera de Vênus a uma velocidade de 10,7 km/s.
Para estudar tanto a atmosfera e as camadas de nuvens em torno de 65 km e a superfície, a sonda adotou o procedimento de fazer uma descida lenta pela camada de nuvens (usando três paraquedas principais) e uma passagem rápida pela camada mais densa e quente da atmosfera (ejetando os paraquedas e desacelerando usando somente o disco de frenamento aerodinâmico). Dessa forma os três paraquedas eram abertos na altura aproximada de 63 km e após uma descida de 20 minutos, na altura aproximada de 50 km, eram ejetados. A sonda chegava ao solo com uma velocidade aproximada de 7 m/s usando apenas o disco de frenamento aerodinâmico (isso só foi possível devido a alta densidade da atmosfera venusiana) e o impacto era absorvido pela plataforma toroidal que possuía uma parede fina e era  prensada contra o solo, absorvendo a energia e mantendo a sonda na vertical.
O aterrizador possuía os seguintes instrumentos:
| Objetivo do estudo                                                                           | Instrumento |
| -------------------------------------------------------------------------------------------- | --- |
| Observação da superfície                                                                     | Telefotômetro - câmera de TV (λ < 0,55μm) |
| Medida de parâmetros atmosféricos                                                            | Sensores de temperatura e pressão (63 - 0 km) Acelerômetro (90 - 65 km) Espectômetro de massa (63 - 33 km)                                                               |
| Estrutura da atmosfera e nuvens; condições de luz e calor através de características ópticas | Fotômetro na faixa (λ = 0,44 - 1,16 μm) Fotômetro para um contínuo de 0,8 μm e para bandas do CO2 (0,87 μm) e do H2O (0,82 μm) Nefelômetro (ângulos de 4, 15, 45 e 180o) |
| Estudo da superfície                                                                         | Espectrômetro gama (para abundância de U, Th, K) Densitômetro gama |

## Alguns resultados

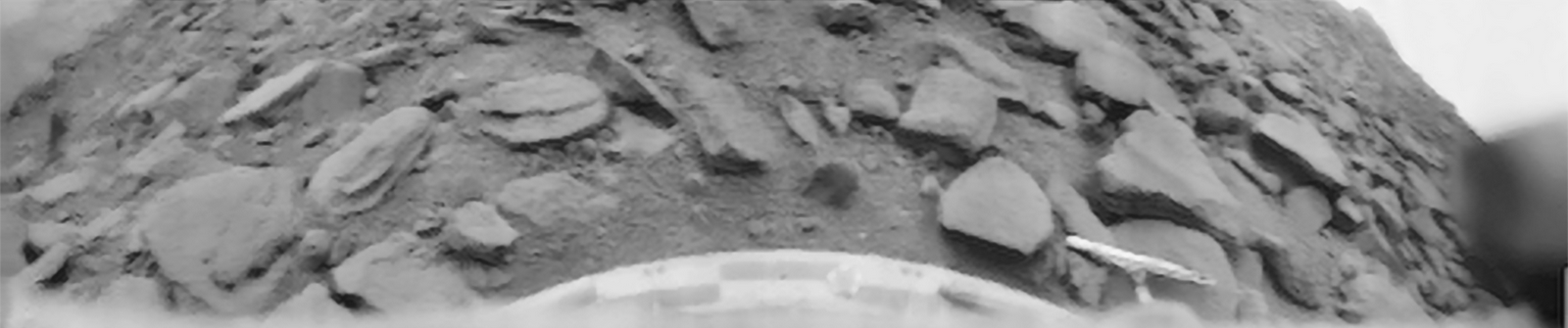
Primeira foto tirada da superfície de Vênus. O horizonte está no canto superior direito. As rochas possuem algumas dezenas de centímetros de largura.

A Venera 9 transmitiu a primeira foto da superfície de Vênus, tirada de uma altura de 90 cm, na verdade, foram as primeiras fotos recebidas da superfície de um outro planeta. O aterrizador deveria transmitir uma foto panorâmica de 360°, mas como uma das proteções da câmera falhou em ser ejetada, apenas um panorama de 180° foi recebido. A iluminação do local era semelhante a um dia nublado na Terra e a imagem mostra claramente a presença de rochas planas ao redor do aterrizador.
Alguns resultados preliminares indicaram:
- nuvens com espessuras  de 30 a 40 km;
- pressão na superfície de aproximadamente 90 atm (terrestres);
- temperatura na superfície de 485 °C;
- níveis de luz comparáveis a dias nublados de verão na Terra;
- ausência aparente de poeira no ar e uma variedade de rochas de 30 a 40 cm não erodidas;
- os constituintes das rochas do local de pouso indicavam serem semelhantes ao basalto;
- a velocidade dos ventos no local de pouso variavam de 0,4 a 0,7 m/s, uma velocidade baixa com consequente pouca poeira no ar;
- a velocidade dos ventos variava entre 50 a 100 m/s nas altitudes de 40 a 50 km respectivamente..

Imagem colorizada da superfície tirada pela Venera 9 em 1975.

Após transmitir informações por 53 minutos, o aterrizador encerrou as transmissões. Isso ocorreu não em função das condições adversas na superfície (a temperatura interna da sonda era de 60°C e os instrumentos estavam em operação), mas em função da não retransmissão dos sinais pelo orbitador que já se encontrava fora da linha de visada.

## Missões Antecedentes
Venera 8 e Venera 7.